# Yoshida Tatsuya

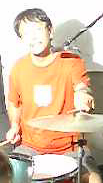
Yoshida Tatsuya

Yoshida Tatsuya, alternativt Tatsuya Yoshida, född 1961, är en japansk rockmusiker. Han är mest känd som trummis, sångare, huvudsaklig låtskrivare och enda genomgående medlem i gruppen Ruins. Han har också varit verksam i många andra grupper och projekt och som soloartist. Från 2002 spelade han trummor i den svenska gruppen Samla Mammas Manna.

## Diskografi som soloartist
- Solo Works '88 (1988)
- Solo Works '89 (1989)
- Magaibutsu '91 (1991)
- Drums, Voices, Keybords & Guitar (1994)
- Pianoworks '94 (1994)
- First Meeting (1995)
- A Million Years (1997)
- A Is for Accident (1997)